# Feel My Mind
Albums de Kumi Kōda
Grow into One
(2003) Secret
(2005)
Singles
Feel My Mind est le 3e album de Kumi Kōda, sorti sous le label Rhythm Zone le 18 février 2004 au Japon. Il atteint la 7e place du classement de l'Oricon, et reste classé pendant 35 semaines, pour un total de 153 746 exemplaires vendus. Le CD contient 14 chansons.

## Liste des titres
| 1.  | Break It Down     | Kumi Kōda, Daisuke "D.I" Imai | Daisuke "D.I" Imai | Daisuke Imai            | 4:29 |
| 2.  | Crazy 4 U         | Kumi Kōda, Miki Watanabe      | Miki Watanabe      | Miki Watanabe           | 4:06 |
| 3.  | Rock Your Body    | Kumi Kōda, Daisuke "D.I" Imai | Daisuke "D.I" Imai | Daisuke "D.I" Imai      | 4:12 |
| 4.  | Rain              | Kumi Kōda                     | Hiro Yamaguchi     | Miki Watanabe           | 5:08 |
| 5.  | Without Your Love | Kumi Kōda, Daisuke "D.I" Imai | Daisuke "D.I" Imai | Daisuke "D.I" Imai      | 4:44 |
| 6.  | Talk to You       | Kumi Kōda                     | Kazuhiro Hara      | Miki Watanabe           | 4:26 |
| 7.  | Hana (華)         | Kumi Kōda, Tooko              | Kaido              | Reo Nishikawa           | 5:03 |
| 8.  | Get Out the Way   | Kumi Kōda                     | Akira              | Akira                   | 3:40 |
| 9.  | Sweet Love...     | Kumi Kōda, Tooko              | Kaido              | Reo Nishikawa           | 5:12 |
| 10. | Gentle Words      | Kumi Kōda                     | D.A.I.             | h-wonder                | 3:37 |
| 11. | Magic             | Ken Matsubara                 | Lisa               | Lisa & Ryuichiro Yamaki | 4:57 |
| 12. | COME WITH ME      | Kumi Kōda, Yumi Kawamura      | h-wonder           | h-wonder                | 4:46 |

| 13. | Yume with You (夢 with You) (R.Yamaki's Groove Mix) (Toshinobu Kubota reprise) | Toshinobu Kubota | Toshinobu Kubota | Ryuichiro Yamaki | 4:52 |
| 14. | Cutie Honey (キューティーハニー) (original: Cutie Honey thème)                 | Claude Q.        | Takeo Watanabe   | h-wonder         | 3:05 |